# Jessie Penn-Lewis

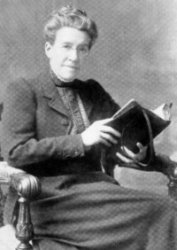
Jessie Penn-Lewis

Jessie Penn-Lewis (geb. als Jessie Jones; * 1861 in Victoria Terrace, Neath, Wales; † 1927) war eine walisische Predigerin der Heiligungsbewegung und Autorin geistlicher Bücher.

## Leben

### Familie und Jugend
Jessie Jones wurde als Tochter eines Mechanikers in eine calvinistisch-methodistische Familie geboren. Ihr Großvater war Prediger, ihre Mutter in der Abstinenzbewegung aktiv.
Jessie Jones’ Kindheit und Jugend waren beeinträchtigt von einer Tuberkulose-Erkrankung. Ihr Halt war ihr tiefer Glaube. Das Zuhause ihrer Familie war ein Treffpunkt vieler christlicher Leiter von Gemeinden und Versammlungen. In ihrer Kindheit von Quäkern ausgebildet und später durch die Heiligungsbewegung geprägt, gehörte die dort gelebte Gleichberechtigung von Frauen (in geistlicher Hinsicht) zu ihren Grunderfahrungen. Die frühen Konferenzen der Keswick-Bewegung bestärkten Jessie Jones in dieser Spiritualität der Gleichberechtigung, indem sie betonten, dass durch Heiligung jede und jeder zur Gotteserfahrung gelangen könne, unabhängig von „Rasse“, Gesellschaftsschicht oder Geschlecht.
Jessie Jones heiratete 1890 William Penn-Lewis.

### Die Erweckung in Wales
Jessie Penn-Lewis war an der Erweckung in Wales beteiligt. Diese 1904 begonnene Bewegung entwickelte sich zu einer der größten christlichen Erweckungen, fand aber bereits im darauffolgenden Jahr durch den physischen und psychischen Zusammenbruch des führenden Mannes, Evan Roberts. Penn-Lewis war durch ihre wöchentlichen Beiträge in The Life of Faith eine wichtige Chronistin dieser Erweckung. Sie verfolgte, wie diese Bewegung zunächst Wales erfasste, dann aber auch viele andere Länder und einzelne Christen. Mit The Awakening in Wales  and Some of its Hidden Springs legte sie eine Geschichte dieser Erweckungsbewegung vor. Penn-Lewis reiste viel ins Ausland, um ihre Botschaft in Versammlungen darzulegen, z. B. in Russland, Skandinavien, Kanada, den USA und Indien.
Penn-Lewis war eng verbunden mit Evan Roberts, und es gab einige Kontroversen wegen ihres Einflusses auf ihn. Nach dem Zusammenbruch von Roberts nahm das Ehepaar Penn-Lewis ihn in ihrem Haus in Leicester auf. Es kam jedoch zum Bruch. Schließlich erklärte Penn-Lewis einige der Phänomene der Erweckung in Wales als ein Werk Satans. Sie legte ihre kontroversen Ansichten in ihrem Buch über den geistlichen Kampf, Krieg gegen die Heiligen, im Englischen War on the Saints, dar. In diesem Buch beschreibt sie ihre Sicht über den Einfluss von Dämonen auf Christen. Penn-Lewis’ Bekanntheit fußte hauptsächlich auf ihren Thesen zu dieser Thematik, aber ihre Aussagen bleiben umstritten. Watchman Nee wurde durch dieses Buch beeinflusst.

## Einflüsse
Penn-Lewis war beeinflusst von dem reformierten südafrikanischen Pfarrer und geistlichen Autor Andrew Murray. Ihre Bücher enthalten Zitate von Murray und Verweise auf seine Werke. Ebenfalls prägend war das mystisch-quietistische Werk von Madame Guyon.
Frank Buchman, der Gründer der Oxford-Bewegung, bescheinigte Penn-Lewis, dass sie ihm geholfen hätte, seine Depressionen zu überwinden, als er sie auf der Keswick-Konferenz sprechen hörte. Genauso hatte sie Einfluss auf den Missionar Norman Grubb sowie Johan Oscar Smith, den Gründer der Brunstad Christian Church (Abk. BCC, früher auch bekannt als „die Norweger“, in Deutschland heute DCG). Durch ihre Bücher hatte sie einen gewissen Einfluss auf die späte Heiligungsbewegung. Franz Eugen Schlachter z. B. griff in seinen Brosamen von des Herrn Tisch die Erweckung von Wales auf. Auf der Keswick-Konferenz 1876 leitete Penn-Lewis auch Frauenversammlungen.

## Schriften
- War on The Saints.
  - Krieg gegen die Heiligen.
- The Awakening in Wales & Some of the Hidden Springs.
  - Die verborgenen Quellen der Erweckung von Wales, Freienwalde 1905.
- The Spiritual Man.
- The Centrality of the Cross.
  - Das Kreuz von Golgatha, Emil Müller Verlag, 1907.
- Thy Hidden Ones.
- Dying to Live.
- Conquest of Canaan.
- Face to Face.
- All Things New.
- Story of Job.
- Fruitful Living.
- Life in the Spirit.
- Opened Heavens.
- Soul and Spirit[4]

Sie gründete das Magazin The Overcomer (deutsch: der Überwinder), das noch immer herausgegeben wird.